# Yunus Sentamu
Junior Yunus Sentamu (ur. 13 sierpnia 1994 w Kasese) – ugandyjski piłkarz występujący na pozycji napastnika w Vipers SC.
Yunus Sentamu karierę rozpoczął w Vipers SC, klubie z Wakiso. W 2014 roku trafił do AS Vita Club, z którym został mistrzem Demokratycznej Republiki Konga i zagrał w finale Afrykańskiej Ligi Mistrzów. Sentamu wystąpił w obu zremisowanych meczach (1:1 w Kinszasie i 2:2 w Al-Bulajdzie) z ES Sétif. Dzięki golom strzelonym na wyjeździe trofeum zdobyli Algierczycy. W styczniu 2015 roku Sentamu został graczem Club Sportif Sfaxien, a rok później przeszedł do Tampereen Ilves. W fińskim zespole mógł jednak grać do lipca 2016 roku ze względu na problemy z uzyskaniem wizy. W latach 2017–2019 grał w albańskim KF Tirana.
W reprezentacji Ugandy zadebiutował 2 stycznia 2014 w wygranym 3:0 meczu towarzyskim z Mauretanią. Zagrał również w Mistrzostwach Narodów Afryki 2014. W trzech meczach fazy grupowej Sentamu zdobył trzy bramki, ale Uganda odpadła z turnieju. Selekcjoner Milutin Sredojević powołał go na Puchar Narodów Afryki 2017.
Yunus Sentamu został wybrany najlepszym piłkarzem Ugandy w 2014 roku.